# Beverbruch
Beverbruch ist ein Ort in der Gemeinde Garrel im Landkreis Cloppenburg in Niedersachsen.

## Geographie
Beverbruch liegt im Gebiet zwischen Weser und Ems in der Südoldenburger Marschlandschaft. Die Landschaft zeichnet sich durch flache, fruchtbare Böden aus, die durch nacheiszeitliche Sedimentablagerungen entstanden sind. In der Marschlandschaft lebten bereits in der jüngeren Bronzezeit Vieh- und Ackerbauern. Die Gegend um Beverbruch wurde erst im 19. Jahrhundert besiedelt. Die für die Region um Oldenburg typischen Wallhecken, mit Bäumen und Sträuchern bewachsene Erdwälle, die zur Einfriedung von Acker- und Weideflächen dienen, sind in Beverbruch aufgrund der späten Besiedlung nur in abgeschwächter Form erkennbar.
Heute wird die Marsch in Beverbruch intensiv landwirtschaftlich genutzt, da es sich um fruchtbare Böden handelt.

## Lage
Beverbruch liegt etwa 5 Kilometer östlich des Gemeindesitzes Garrel und 14 Kilometer nordöstlich der Kreisstadt Cloppenburg. Unweit des Dorfes befinden sich die Naturschutzgebiete Sager Meere, Kleiner Sand und Heumoor sowie Ahlhorner Fischteiche.

## Nachbarorte
Nachbarorte im Landkreis Cloppenburg sind:
- Nikolausdorf
- Garrel
- Bürgermoor

Nachbarorte im Landkreis Oldenburg sind:
- Bissel
- Halenhorst

## Klima
Beverbruch liegt in einer Region mit gemäßigtem Seeklima, das durch milde Winter und mäßig warme Sommer geprägt ist. Die jährliche Durchschnittstemperatur beträgt 8,5 bis 9,0 °C, und der Niederschlag liegt bei ca. 700–800 mm, gleichmäßig über das Jahr verteilt. Sommerliche Temperaturen erreichen durchschnittlich 20 bis 25 °C, mit etwa 20–25 Sommertagen pro Jahr. Die Nähe zur Nordsee bringt häufig feuchte Nordwestwinde, während die Region etwa 1500 Sonnenstunden jährlich zählt.

## Etymologie
Bedeutung und Wortherkunft des Namens sind unklar. Möglich ist eine Ableitung von „Bever“, Landzunge, möglich, außerdem kommt das Verb „bevern“ in Betracht, das auf Bewegungen des Bodens hinweist, weil er morastig oder schlammig ist. Beide Herleitungen beruhen darauf, dass die Gegend lange Zeit Feuchtgebiet ohne Siedlungsplätze und Bauten war, das als Acker- und Weidefläche (Eschflur und Feldmark) genutzt wurde.

## Geschichte
Die erste urkundliche Erwähnung als „Beverbroch“ stammt aus dem Jahr 1559. Erste Bestrebungen, die Gegend um Beverbruch zu besiedeln, datieren in das Jahr 1783. Ein Leutnant der Oldenburger Artillerie beschrieb das Land als Ödland, das nur aus Moor und Heide bestand und in dem man nur umherziehenden Schäfern begegnete.
Ab dem Jahr 1815 unternahmen das Herzogtum Oldenburg und das Amt Cloppenburg ernsthaftere Bemühungen, um das Land zu vermessen und siedlungsfähig zu machen. Nach längeren Auseinandersetzungen um Marktanteile sowie Weidenutzungsrechte und dem Bau einer neuen Verbindung zwischen Beverbruch und Cloppenburg (1831, Beverbrucher Damm) konnten die ersten Ansiedlerstellen ausgeschrieben werden. Ehe die Besiedlung in Gang gesetzt werden konnte, mussten die Besitzansprüche der Bauern aus den umliegenden Gemeinden, auch im Hinblick auf Allmenden, geregelt werden. Besitzansprüche bestanden bei den Bauern in Littel, Bethen, Varrelbusch und Garrel. Die Verhandlungen und Abfindungsprozesse waren langwierig und erforderten einen umfangreichen behördlichen Austausch mit den genannten Gemeinden und ihren Bauern. Die Verhandlungen waren auch nötig, da das Amt Cloppenburg und das Herzogtum Oldenburg erkannt hatten, dass Gebiete angekauft werden mussten, um zusammenhängende Weide- und Siedlungsflächen bereitstellen zu können. Bis 1816 wurde die Gegend von einem Vermessungsingenieur Becker und dem Arzt Dr. König kartiert.
Beverbruch wurde schließlich im Jahr 1837 gegründet und die erste zu Garrel gehörende Bauerschaft. Am 18. März 1837 erhielten die ersten sieben Neusiedler ihre Siedlungsstelle, die in der Regel etwa 0,45 ha groß war. Bis 1842 erhöhte sich die Zahl der Siedler 35 Familien. Die Anfangszeit des Dorfes war mühsam und insbesondere der harte Winter 1844/45 machte den Familien zu schaffen. In den Anfangsjahren erfolgte alles in Handarbeit und erst später konnte auf Zugtiere und Zugmaschinen zurückgegriffen werden.

### Entwicklung Beverbruchs im 20. Jh.
Ab der Wende zum 20. Jahrhundert steigerte Kunstdünger den Ertrag der Bauern um das Dreifache. Der Beginn des Jahrhunderts brachte für das Dorf auch eine erste Technisierung, so hielten beispielsweise Mähbinder Einzug. Der Erste Weltkrieg unterbrach die positive Entwicklung. Düngemittel waren nicht mehr zu bekommen und die Bauern mussten Roggen und Kartoffeln abliefern. 24 Bewohner des Dorfes fielen im Ersten Weltkrieg. Nach der Stabilisierung der Wirtschaft setzte sich der technische Fortschritt weiter durch. Neben Mähbindern gab es nun auch mehr Mäh- und Dreschmaschinen. Eine weitere Erleichterung waren die in den 20er Jahren aufkommenden Kartoffelroder, vor dem Zweiten Weltkrieg bildeten sich Kartoffeldämpfgenossenschaften. 1926 wurde in Beverbruch eine Elektrizitätsgenossenschaft gegründet. 48 Genossen traten mit dem Amt in Cloppenburg in Verbindung, erfüllten gemeinschaftlich die Auflagen und organisierten die Kostenumlage. 1933 wurde das genossenschaftliche Netz und die Anlagen liquidiert und in staatlichen Besitz übergeben.

#### NS-Diktatur und Auswirkungen des Zweiten Weltkriegs
Die Gleichschaltung der kommunalen Verwaltungen machte 1933 auch vor Garrel und Beverbruch nicht halt. In Garrel etablierten sich NSDAP-Mitglieder als Ortsvorsteher und Ratsmitglieder. Aufgrund der mangelhaften Amtsführung der Garreler Gemeindevorsteher wurde Mitte der Dreißiger Jahre auch die Einsetzung eines ehemaligen Beverbrucher Ortsbauernführers als Garreler Bürgermeister in Erwägung gezogen.
Im Zweiten Weltkrieg mussten Soldaten und Lebensmittel gestellt werden, außerdem musste auch Vieh abgeliefert werden. Während der Kriegsjahre befand sich ein Kriegs- und ein Strafgefangenenlager in Beverbruch, außerdem war eine Flak- und Scheinwerferstation im Ort stationiert. In den letzten Tagen des Krieges wurden Brücken und Wege in Beverbruch gesprengt, eine Sprengladung detonierte auch im Ortskern. Am 14./15. April 1945 eroberten kanadische Truppen das Gebiet um Beverbruch. Härtere Kämpfe, Gebäudebeschädigungen, Verletzte und Todesopfer waren vor allem im Norden an der Grenze zu Littel und Nikolausdorf zu verzeichnen. Dort ereignete sich auch ein Endphaseverbrechen, bei dem Gastwirt Josef Meyer (Nikolausdorf) von SS-Leuten verschleppt und ermordet wurde. 39 Beverbrucher fielen im Krieg, 14 galten als vermisst.
Nach dem Zweiten Weltkrieg erfolgte in der Region ein rascher Aufstieg der Landwirtschaft und der Wirtschaft. In den folgenden Jahrzehnten verlor die Landwirtschaft, dem allgemeinen Trend folgend, für viele Beverbrucher an Bedeutung, da es nur noch wenige Vollerwerbshöfe gab. Es entstanden jedoch Neubaugebiete und die lokale Infrastruktur wurde weiter ausgebaut.

## Religion
Die Katholische Kirche St. Josef gehört zur Katholischen Kirchengemeinde St. Johannes Baptist, die auch Nikolausdorf und weitere Ortsteile umfasst. Bis in die 1990er Jahre vereinte die Kirche viele Dorfbewohner. Seither ist auch die Kirche in Beverbruch von Austritten betroffen. Zuletzt wurde der Kircheninnenraum verkleinert.

## Politik
Beverbruch ist Teil der politischen Gemeinde Garrel. Die Interessen der Dorfbewohner werden durch die Vertreter im Gemeinderat von Garrel repräsentiert.

## Vereine
- Bürgerverein Beverbruch
- DJK Beverbruch
- Frauen MC Beverbruch
- Hegering Garrel, Jagdbezirk III
- Kinder- und Jugendchor Beverbruch
- Landjugend Beverbruch
- Musikverein Beverbruch
- Schützenverein Beverbruch-Nikolausdorf
- SV Nikolausdorf-Beverbruch
- TTV Garrel-Beverbruch

## Wirtschaft und Infrastruktur
Die Wirtschaft in Beverbruch ist stark landwirtschaftlich geprägt. Viehzucht und der Anbau von Futterpflanzen bilden die Hauptwirtschaftszweige, auch wenn die deutlich überwiegende Mehrheit der Beverbrucher nicht mehr in der Landwirtschaft beschäftigt ist, sondern in Betrieben vorrangig außerhalb des Ortes arbeiten.

## Verkehr
Beverbruch liegt unweit der Bundesstraße 72 und ist an das regionale Verkehrsnetz angebunden. Die Anbindung an größere Zentren wie Oldenburg und Bremen ist über die nahe gelegene Autobahn A29 gegeben.